# Franz Ludwig Wimpffen
Franz Ludwig Herold Wimpffen, Freiherr von Wimpffen-Berneburg (* 1732 in Zweibrücken; † 24. Dezember 1800 in Mainz) war ein französischer Offizier.

## Leben
Er trat in französische Dienste, machte den österreichischen Erbfolgekrieg und den Siebenjährigen Krieg mit und spielte 1760 als General am Hof des Herzogs Carl von Württemberg eine bedeutende Rolle. 1770 trat er als Oberst und Kommandeur eines deutschen Regiments wieder in französischen Dienst, wurde 1789 Kommandant von Neubreisach, wurde während der Revolution als Aristokrat eingekerkert und starb in Mainz am 24. Dezember 1800. Er hinterließ „Mémoires“ (Par. 1788). Sein Grab liegt auf dem Friedhof der Peterskirche.
Seine Frau war seit 1759 Marie Magdalena Kunigunde Goy (* 31. Juli 1743 in Frankfurt am Main; † 24. Januar 1820 ebenda), Tochter des hessen-darmstädtischen Hofrats und Gesandten beim oberrheinischen Kreiskonvent zu Frankfurt, Christian Friedrich Goy (1692–1748).
Sein Sohn Franz Karl Eduard von Wimpffen (* 2. Januar 1776; † 1842) war württembergischer Generalmajor und wurde vom Kaiser Franz II. am 8. April 1797 in den Grafenstand erhoben.